# حبق صعتري الأوراق
حبق صعتري الأوراق أو عَصَل (الاسم العلمي:Ocimum serpyllifolium) هو نوع من النباتات يتبع جنس الحبق من الفصيلة الشفوية.